# McIntyre Island (Wilkesland)
McIntyre Island ist eine kleine Insel im Archipel der Windmill-Inseln vor der Budd-Küste des ostantarktischen Wilkeslands. Sie liegt unmittelbar westlich des Blakeney Point an der Clark-Halbinsel.
Luftaufnahmen von der Insel entstanden bei der US-amerikanischen Operation Highjump (1946–1947) und Operation Windmill (1947–1948). 1957 nahmen Wissenschaftler der Wilkes-Station unter der Leitung des US-amerikanischen Polarforschers Carl R. Eklund (1909–1962) eine Vermessung vor. Namensgeber der Insel ist Robert McIntyre von der United States Navy, Baumechaniker auf der Wilkes-Station im Jahr 1957.